# Waxweiler
Waxweiler – miejscowość i gmina w zachodnich Niemczech, w kraju związkowym Nadrenia-Palatynat, w powiecie Eifel Bitburg-Prüm, wchodzi w skład gminy związkowej Arzfeld.

## Historia

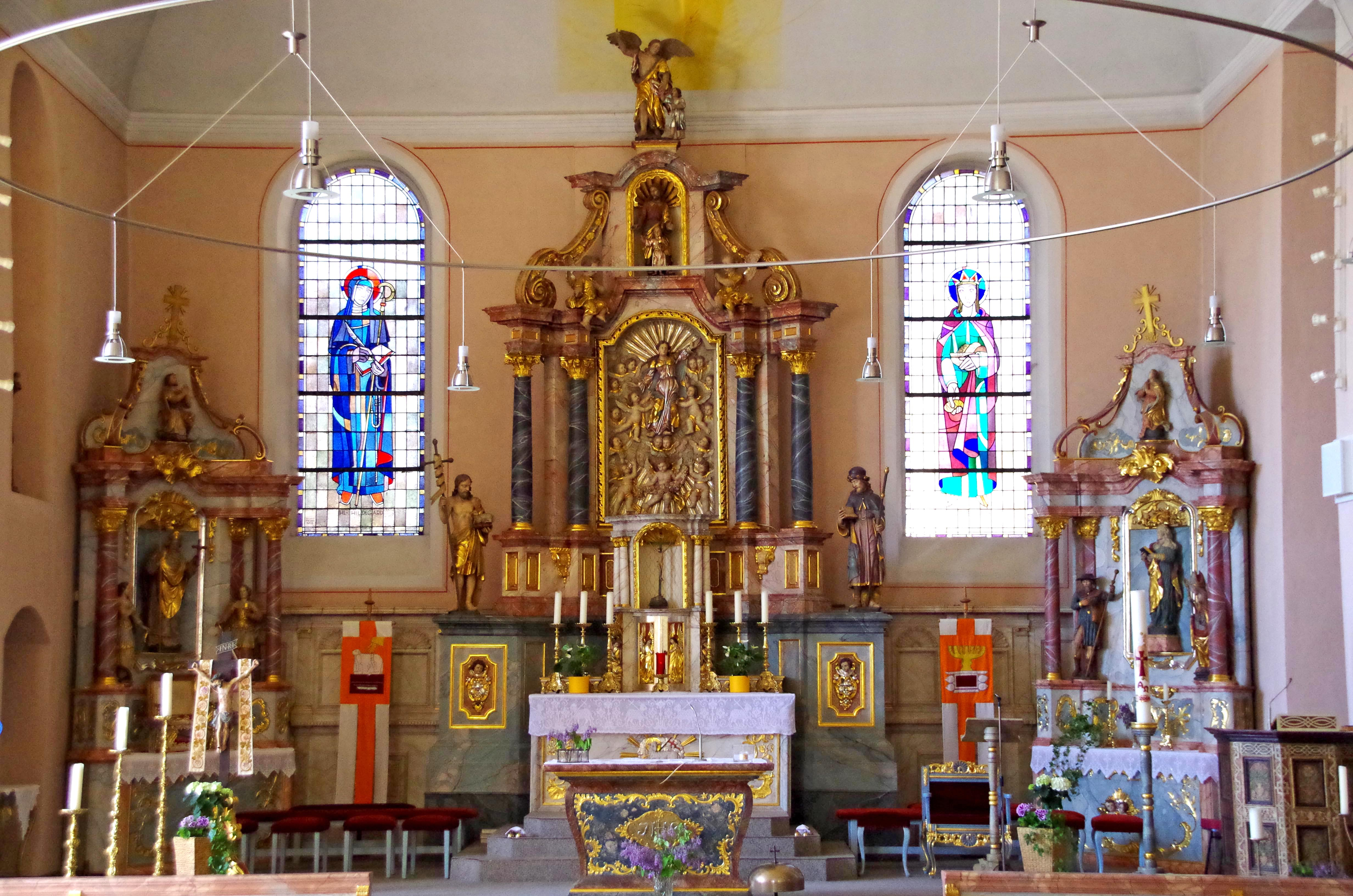
Wnętrze zabytkowego kościoła św. Jana

Historia miejscowości sięga starożytności. Odkryto tu rzymskie znaleziska z ok. 150 r. Najstarsza znana wzmianka o miejscowości pochodzi z 943. Od średniowiecza Waxweiler leżało w granicach Luksemburga (wówczas hrabstwa, od 1354 księstwa), z pewnością już w 1222. W 1414 otrzymało prawa miejskie. W XVIII wieku powstał kościół św. Jana, który jest najcenniejszym zabytkiem miejscowości. W 1795 zostało zajęte przez Francję. Po odtworzeniu państwa luksemburskiego w 1815, miasto nie wróciło w jego granice, lecz zostało zajęte przez Królestwo Prus w tzw. II rozbiorze Luksemburga, od 1871 wchodząc w skład Niemiec.

## Demografia
Zmiany populacji od 1815 do 2017 roku: